# 대전자양초등학교
대전자양초등학교는 대한민국 대전광역시 동구 자양동에 있는 공립 초등학교이다.

## 학교 연혁
- 1949년 11월 1일 대전자양공립국민학교 개교(대전동광국민학교에서 8학급 분리)
- 1968년 9월 2일 대전대동국민학교로 7학급 분리
- 1996년 3월 1일 대전자양초등학교로 교명 변경
- 1997년 9월 1일 병설유치원 개설
- 2000년 6월 5일 다목적 체육관 준공
- 2003년 8월 31일 후동 교사 대수선 공사 완공
- 2008년 8월 30일 과학실, 도서관, 급식실 현대화 사업 준공
- 2009년 11월 30일 그린스쿨 환경 개선 사업 준공
- 2010년 10월 8일 영어실 준공
- 2013년 3월 1일 병설유치원 2학급 운영(1학급 증설)
- 2023년 2월 10일 제74회 졸업식(총 졸업생수 22,242명)
- 2023년 3월 1일 12학급 편성(특수 2학급 포함)
- 2024년 2월 15일 제75회 졸업식(총 졸업생수 22,270명)

## 학교 상징
- 교화 - 장미
  - 사랑과 열정
  - 초여름부터 정열적으로 피어올라 어린이들 마음에 사랑을 심어 주는 자양인의 기상이 담겨 있음
- 교목 - 느티나무
  - 힘찬 성장과 성취의 기상
  - 느릅나무과의 낙엽 활엽 교목
- 교조 - 까치
  - 희망과 기쁨
  - 예부터 우리 선조들과 아주 가까운 새로서 좋은 일을 상징하는 길조로 생각해왔으며, 자식에 대한 사랑은 유별나다.
  - 참새목 까마귀과의 새

## 참고 자료
- 대전자양초등학교 - 한국교육학술정보원 학교알리미